# Le Renard de Glenarvon
Pour plus de détails, voir Fiche technique et Distribution.
Le Renard de Glenarvon (Der Fuchs von Glenarvon) est un film allemand de propagande de l'époque du Troisième Reich, réalisé par Max W. Kimmich en 1940. Il sortit aussi en Finlande le 8 mars 1942, puis dans d'autres pays d'Europe. Il est connu aussi en France sous le titre de Grandison, le félon. 
Le scénario du film est basé sur un roman de Nicola Rhon, publié par les éditions Ullstein à Berlin en 1937. Le film obtint le prédicat de film « artistique de choix » de la part du bureau de la vérification du film, institution du ministère de la Propagande.

## Synopsis
Ce film de propagande anti-britannique se passe en Irlande et raconte l'histoire de Gloria Grandison, patriote irlandaise qui soutenait les combattants nationalistes, ennemis de l'Angleterre.
L'action se déroule en 1884 dans le domaine de Glenarvon, quelque part au nord-ouest de Galway dans une Irlande mystérieuse et battue par les vents.

## Fiche technique
- Titre original : Der Fuchs von Glenarvon
- Titre français : Le Renard de Glenarvon
- Titre(s) français alternatif(s) : Le Loup de Glenarvon, Grandison le félon, Zorro de Glenarvon[2]
- Titre anglais ou international : The Fox of Glenarvon
- Réalisation : Max W. Kimmich
- Scénario : Hans Bertram, Wolf Neumeister d'après un roman de Nicola Rhon
- Costumes : Grete Waschneck
- Photographie : Fritz Arno Wagner
- Son : Adolf Jansen
- Montage : Willy Zeyn
- Musique : Otto Konrad
- Société(s) de production : Tobis Filmkunst
- Pays d’origine :  Reich allemand
- Langue originale : allemand
- Format : noir et blanc — 35 mm — 1,37:1 (VistaVision) — son Mono
- Genre : Drame
- Durée : 91 minutes
- Dates de sortie :
  - Troisième Reich : 24 avril 1940
  - France : 30 avril 1941

## Distribution
- Olga Tschechowa : Gloria Grandison
- Karl Ludwig Diehl (en) : Baron John Ennis of Loweland
- Elisabeth Flickenschildt : Brigit Erskynne
- Traudl Stark (en) : Kit Ennis of Loweland
- Albert Florath : Baron O'Connor
- Lucie Höflich : Baronne O'Connor
- Else von Möllendorf : Mary-Ann O'Connor
- Ferdinand Marian : le juge de paix Grandison
- Werner Hinz :  Sir Tetbury